# بنقرن أملس
بنقرن أملس (الاسم العلمي:Phaeoceros laevis) هو نوع من النباتات يتبع جنس البنقرن من الفصيلة الظهقرنية.